# Bernd F. Straub
Bernd Franz Straub (* 1973 in Heidelberg) ist ein deutscher Chemiker und Hochschullehrer an der Ruprecht-Karls-Universität Heidelberg.

## Leben
Straub studierte vom Wintersemester 1993 bis zum Erwerb seines Diploms im Oktober 2000 Chemie an der Universität Heidelberg. Im selben Jahr wurde er unter Betreuung von Peter Hofmann mit summa cum laude promoviert. Im Jahr 2001 arbeitete Straub als Stipendiat der Alexander von Humboldt-Stiftung in der Forschungsgruppe von Robert G. Bergman an der University of California, Berkeley. Anschließend kehrte er nach Deutschland zurück und widmete sich am Institut für organische Chemie der Universität München seiner Habilitation, die er 2007 abschloss. Nach einer Lehrstuhlvertretung an der Universität Jena im Wintersemester 2006/07 und dem folgenden Sommersemester ist Straub seit Oktober 2007 Professor für organische Chemie an der Universität Heidelberg.

## Forschung
Der Forschungsschwerpunkt von Straub und seiner Forschungsgruppe liegt vor allem in der Metallorganischen Chemie. Unterschwerpunkte liegen hierbei auf der kupferkatalysierten 1,3-Dipolaren Cycloaddition, der Synthese von nicht-homoleptischem Monophosphan und der Entwicklung neuer Katalysatoren.